# Amaseno
Amaseno is een gemeente in de Italiaanse provincie Frosinone (regio Latium) en telt 4300 inwoners (31-12-2004). De oppervlakte bedraagt 77,2 km², de bevolkingsdichtheid is 55 inwoners per km².

## Demografie
Amaseno telt ongeveer 1544 huishoudens. Het aantal inwoners steeg in de periode 1991-2001 met 2,9% volgens cijfers uit de tienjaarlijkse volkstellingen van ISTAT.

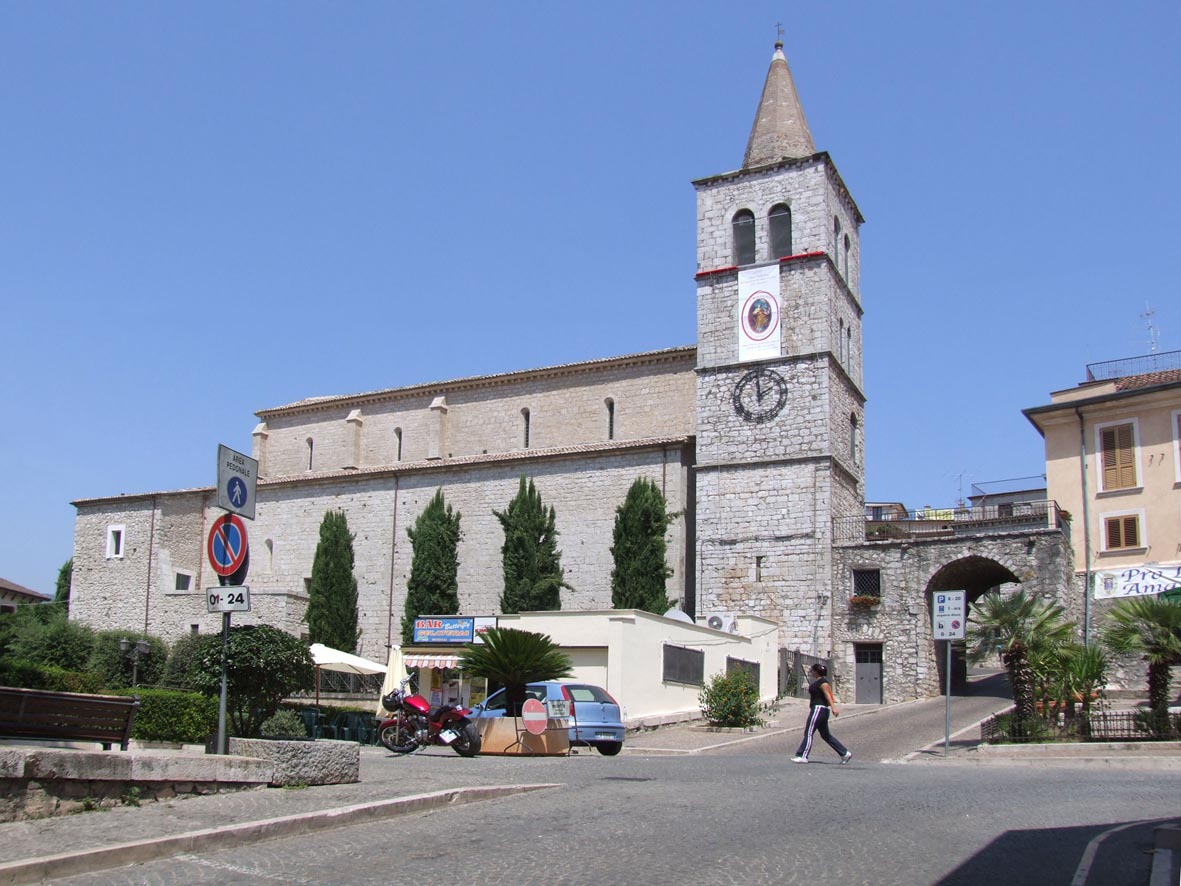
Santa Maria Assunta, Amaseno

| Jaar | Inwoneraantal |
| ---- | ------------- |
| 1991 | 4110          |
| 2001 | 4228          |

## Geografie
De gemeente ligt op ongeveer 112 m boven zeeniveau.
Amaseno grenst aan de volgende gemeenten: Castro dei Volsci, Monte San Biagio (LT), Prossedi (LT), Roccasecca dei Volsci (LT), Sonnino (LT), Vallecorsa, Villa Santo Stefano.